# Logenhaus der Vereinigten fünf Hamburgischen Logen

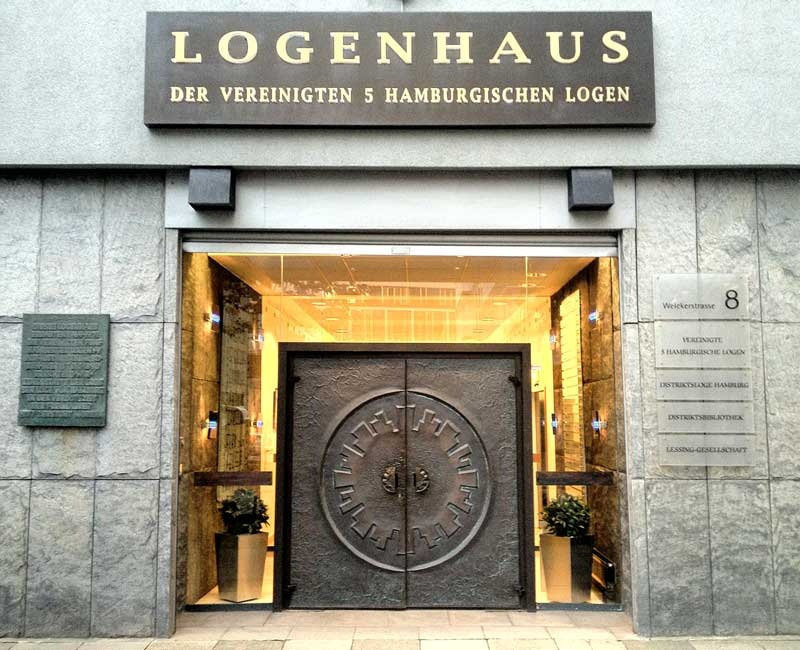
Logenhaus der Vereinigten fünf Hamburgischen Logen

Das Logenhaus der Vereinigten fünf Hamburgischen Logen befindet sich in der Welckerstraße 8, im Stadtteil Neustadt, der zum Bezirk Mitte gehört. Es wurde 1971 eröffnet. Bis zum Jahr 1937 stand in der Welckerstraße das Logenhaus der Großen Loge von Hamburg. Dieses war auf Anordnung der Nationalsozialisten abgerissen worden. Die Vereinigten fünf Hamburgischen Logen gingen aus der Großen Loge von Hamburg hervor. Architekt des Logenhauses in der Hamburger Welckerstraße war Gerd Pempelfort.